# Elfie Fiegert
Elfriede „Elfie“ Fiegert (* 1946), im Vorspann auch als Toxi, Toxy, Toxi Fiegert oder Toxi Nwako angekündigt, ist eine deutsche Filmschauspielerin. Sie war die erste schwarze Darstellerin, die in einem deutschen Film eine Hauptrolle erhielt.

## Leben und Karriere
Elfie Fiegert ist ein sogenanntes Besatzungskind, eines der Brown Babies der Nachkriegszeit, die durch ihre äußerliche Identifizierbarkeit und das Nachwirken der Nazi-Rassenideologie besonderem gesellschaftlichen Druck ausgesetzt waren. Ihr Vater – ein schwarzer GI und Student – wurde, wie in solchen Fällen üblich, „unerwartet“ nach Korea abkommandiert. Ihre Mutter, eine Freisinger Ärztin, die später in die USA auswanderte, gab das Kind in die Obhut eines Kinderheims. Schließlich wurde es von dem ursprünglich aus Schlesien stammenden Ehepaar Fiegert adoptiert.
Als Fünfjährige wurde Fiegert, die in Bayern aufwuchs, von dem Werbegrafiker Heinz Fehling als Gesicht für die Sinalco-Werbung porträtiert. Fehling wandelte das Erscheinungsbild von Fiegert auf dem Werbeplakat allerdings in einigen Details ab. So hat sie dort blaue anstelle brauner Augen und ihre Haut erscheint deutlich heller als in Wirklichkeit.
Fiegerts erster und erfolgreichster Film Toxi unter der Regie von Robert Adolf Stemmle thematisierte das Thema der „Mischlingskinder“ und der gegen sie bestehenden Vorurteile. Das Happy End des Melodrams besteht darin, dass der leibliche Vater des „Findelkinds“ seine Tochter am Weihnachtsabend in die Vereinigten Staaten holt. 1955 wurde ihr in Der dunkle Stern erneut eine Hauptrolle übertragen. Fiegert verkörperte ein junges Mischlingskind, das aufgrund seiner Hautfarbe in der Schule gehänselt wird und in der Welt des Zirkus sein Glück findet. Eine große Karriere war der Kinderdarstellerin jedoch nicht beschieden. In der Folgezeit erhielt Fiegert nur noch kleinere Nebenrollen in belanglosen Lustspielen wie Zwei Bayern im Harem (1957) oder Unsere tollen Tanten (1961). 1963 engagierte sie Helmut Käutner für seine Curt-Goetz-Neuverfilmung Das Haus in Montevideo. In der Hoffnung, doch noch beim Film Karriere machen zu können, kündigte Fiegert ihre Stellung bei einer Versicherungsgesellschaft und nahm Schauspiel-, Gesangs- und Tanzunterricht. Der erhoffte Erfolg blieb jedoch aus. Nach ihrem Einsatz in der Artisten-Serie Salto mortale (1971) war ihre Schauspielkarriere beendet.
Im Alter von 18 Jahren heiratete sie den Nigerianer Christopher Nwako, von dem sie sich kurz darauf wieder scheiden ließ. Aus der Ehe ging ein Sohn hervor, der nach der Trennung bei seinem Vater blieb. Anschließend arbeitete Fiegert als Sekretärin und Alleinunterhalterin; später war sie als Reisebegleiterin auf Mallorca tätig, wo sie sich 1977 niederließ. Danach verschwand sie weitgehend aus dem Blickfeld der Öffentlichkeit.

## Filmografie
- 1952: Toxi
- 1953: Sterne über Colombo
- 1955: Der dunkle Stern
- 1957: Zwei Bayern im Harem
- 1961: Unsere tollen Tanten
- 1963: Das Haus in Montevideo
- 1964: Unsere tollen Tanten in der Südsee
- 1969: Der Besuch (NBC Experiment in Television: Color Me German) (TV)
- 1969: Unser Doktor ist der Beste
- 1971: Der Opernball (Fernseh-Operette)
- 1971: Salto Mortale (TV-Serie, zwei Folgen)
- 1971: Halb und halb – Mischlinge in Deutschland  (Dokumentarkurzfilm)